# Вера Пушкарьова
Вера Василиевна Пушкарьова-Пехливанова е руска и българска актриса от Петербургския имперски театър. Тя е основател на литературния кръжец „Живо слово“, посветен на творчеството на поета Димчо Дебелянов.
Вера Пушкарьова е родена в двopянскo семeйствo и е aктpисa и cветскa дaмa. Tя эaвъpшва институт в Смолни, женски педагогически курсове, филология във Висш институт на името на Алексей Петрович Бестушев-Рюмин. Завършва и театрални курсове за драматична актриса при императорслия Александрински театър във Санкт Петербург. От 1894 г. е съпруга на Нестор Александрович Котляревски, известен литературовед и завеждащ репертоарните отдели на драматичните театри.
През 1911 г. Вера Пушкарьова е основател на Общество на любителите на изразителното четене, а в периода 1898 – 1916 г. се представя в трупата на Александринския театър. Сред нейните поклонници са поета К. Д. Белмонт, който пише стихове за нея и Иля Репин с портрета и нарисуван от него. Сред тези поклонници е и българския офицер на руска служба Йордан Пехливанов. С него Вера се запознава в Сестрорецк през 1906 г. Връзката им започва докато все още е жена на Котляревски.
В София Вера Пушкарьова прави обява, че ще държи сказка за „художественото четене“, поставена на оградата на Прогимназия „Граф Игнатиев“ в София. Така руската актриса започва да набира ученици и последователи. В хода на преподаването си тя предлага на следовниците си да образуват литературен кръжец с име „Живо слово“. През 1920 г., заедно с втория си съпруг, Пехливанов се установяват в България. Тук Вера Пехливанова преподава в различни софийски гимназии, Държавната музикална академия, Софийския университет и основава кръжеца „Живо слово“, в който участват Николай Масалитинов, Константин Кисимов, Ирина Тасева, Олга Кирчева и други звезди на българския театър. В България Пушкарьова е допистник на вестник „Мир“ по проблемите на театъра